# Русская армия 1740 года
Боевое расписание русской армии на 17 октября 1740 года.

## Гвардия
| - Преображенский лейб-гвардии полк (4 батальона) (3238 чел.) - Семёновский лейб-гвардии полк (3) (2472) - Измайловский лейб-гвардии полк (3) (2435) | - Конный лейб-гвардии полк (1423) - Бомбардирская рота (107) - Кавалергарды (73) |

## Пехота
| - Ингерманландский пехотный полк (1564) - Астраханский пехотный полк (1564) - Бутырский пехотный полк (1564) - 1-й Московский пехотный полк (1564) - 2-й Московский пехотный полк (1564) - Киевский пехотный полк (1564) - Троицкий пехотный полк (1564) - Санкт-Петербургский пехотный полк (1564) - Владимирский пехотный полк (1564) - Новгородский пехотный полк (1564) - Шлиссельбургский пехотный полк (1564) - Казанский пехотный полк (1564) - Сибирский пехотный полк (1564) - Псковский пехотный полк (1564) - Смоленский пехотный полк (1564) - Азовский пехотный полк (1564) - Воронежский пехотный полк (1564) - Нижегородский пехотный полк (1564) - Черниговский пехотный полк (1564) | - Рязанский пехотный полк (1564) - Суздальский пехотный полк (1564) - Ростовский пехотный полк (1564) - Великолуцкий пехотный полк (1564) - Архангелогородский пехотный полк (1564) - Ярославский пехотный полк (1564) - Пермский пехотный полк (1564) - Вятский пехотный полк (1564) - Вологодский пехотный полк (1564) - Нарвский пехотный полк (1564) - Тобольский пехотный полк (1564) - Невский пехотный полк (1564) - Копорский пехотный полк (1564) - Выборгский пехотный полк (1564) - Углицкий пехотный полк (1564) - Кексгольмский пехотный полк (1564) - Ладожский пехотный полк (1564) - Белостокский пехотный полк (1564) - Муромский пехотный полк (1564) |

## Кавалерия
| - Лейб-кирасирский полк (5) (980) - Брауншвейгский кирасирский полк - Минихов кирасирский полк (5) (980) - Кирасирский генерал-майора принца Петра Курляндского полк (5) (980) - Московский драгунский полк (10 рот) (1229) - Киевский драгунский полк (10 рот) (1229) - Троицкий драгунский полк (10 рот) (1229) - Санкт-Петербургский драгунский полк (10 рот) (1229) - Владимирский драгунский полк (10 рот) (1229) - Новгородский драгунский полк (10 рот) (1229) - Астраханский драгунский полк (10 рот) (1229) - Сибирский драгунский полк (10 рот) (1229) - Псковский драгунский полк (10 рот) (1229) - Тверской драгунский полк (10 рот) (1229) - Пермский драгунский полк (10 рот) (1229) - Вятский драгунский полк (10 рот) (1229) | - Нижегородский драгунский полк (10 рот) (1229) - Рязанский драгунский полк (10 рот) (1229) - Ростовский драгунский полк (10 рот) (1229) - Архангелогородский драгунский полк (10 рот) (1229) - Азовский драгунский полк (10 рот) (1229) - Ингерманландский драгунский полк (10 рот) (1229) - Луцкий драгунский полк (10 рот) (1229) - Вологодский драгунский полк (10 рот) (1229) - Нарвский драгунский полк (10 рот) (1229) - Олонецкий драгунский полк (10 рот) (1229) - Ямбургский драгунский полк (10 рот) (1229) - Каргопольский драгунский полк (10 рот) (1229) - Тобольский драгунский полк (10 рот) (1229) - Рижский драгунский полк (10 рот) (1229) - Ревельский драгунский полк (10 рот) (1229) - Гусары (3000 чел.) |

## Ландмилиция
| - Украинский ландмилицкий корпус: - Ряжский конный полк - Борисоглебский конный полк - Слободской конный полк - Белёвский конный полк - Рыльский конный полк - Путивльский конный полк - Курский конный полк - Севский конный полк - Белгородский конный полк - Брянский конный полк - Старооскольский конный полк - Валуйский конный полк - Новооскольский конный полк - Ливенский конный полк - Елецкий конный полк - Воронежский конный полк - Тамбовский конный полк - Ефремовский конный полк | - Закамская ландмилиция - Алексеевский пехотный полк - Шешминский драгунский полк - Билярский драгунский полк - Сергиевский драгунский полк |

## Гарнизонные войска
| - 49 пехотных полков - 2 пехотных батальона - 7 драгунских полков - 1 драгунский эскадрон Артиллерия - 1 артиллерийский полк - 2 крепостных корпуса Инженеры - 1 рота минёров - 6 инженерных рот | - Низовой корпус: - Апшеронский пехотный полк - Дербентский пехотный полк - Бакинский пехотный полк - Ширванский пехотный полк - Дагестанский пехотный полк - Кабардинский пехотный полк - Нашебургский пехотный полк - Низовский пехотный полк - Куринский пехотный полк - Тенгинский пехотный полк - Сальянский пехотный полк - Навагинский пехотный полк - Кадетский корпус: всего 360 чел. |

## Иррегулярные войска
Иррегулярные войска (казаки и калмыки):

| - Донские казаки - Яицкие казаки - Сибирские казаки - Гребенские казаки - Хопёрские казаки - Семейные казаки - Кизлярские казаки - Волжские казаки - Астраханские казаки | - Оренбургские казаки - Азовские казаки - Слободские казаки - Малороссийские казаки - Запорожские казаки - Чугуевские казаки - Калмыки - Всего иррегулярных войск: 150 000 чел. |